# Championnats d'Europe de cyclo-cross 2008
Navigation
Édition précédente Édition suivante
Les Championnats d'Europe de cyclo-cross 2008 se sont déroulés le 2 novembre 2008, à Liévin en France.

## Résultats

### Hommes
| Épreuves        | Or                | Argent            | Bronze                  |
| --------------- | ----------------- | ----------------- | ----------------------- |
| Moins de 23 ans | Philipp Walsleben | Aurélien Duval    | Kenneth Van Compernolle |
| Juniors         | Tijmen Eising     | Lars van der Haar | Sean De Bie             |

### Femmes
| Épreuves | Or                | Argent            | Bronze        |
| -------- | ----------------- | ----------------- | ------------- |
| Élites   | Hanka Kupfernagel | Maryline Salvetat | Kateřina Nash |

## Tableau des médailles
| Rang  | Nation    | Or | Argent | Bronze | Total |
| ----- | --------- | -- | ------ | ------ | ----- |
| 1     | Allemagne | 2  | 0      | 0      | 2     |
| 2     | Pays-Bas  | 1  | 1      | 0      | 2     |
| 3     | France    | 0  | 2      | 0      | 2     |
| 4     | Belgique  | 0  | 0      | 2      | 2     |
| 5     | Tchéquie  | 0  | 0      | 1      | 1     |
| Total | Total     | 3  | 3      | 3      | 9     |